# هیرواکی تاکامی
هیرواکی تاکامی (انگلیسی: Hiroaki Takami؛ زادهٔ ۷ اوت ۱۹۶۰) بوکسور اهل ژاپن بود.